# Альвенслебенська конвенція

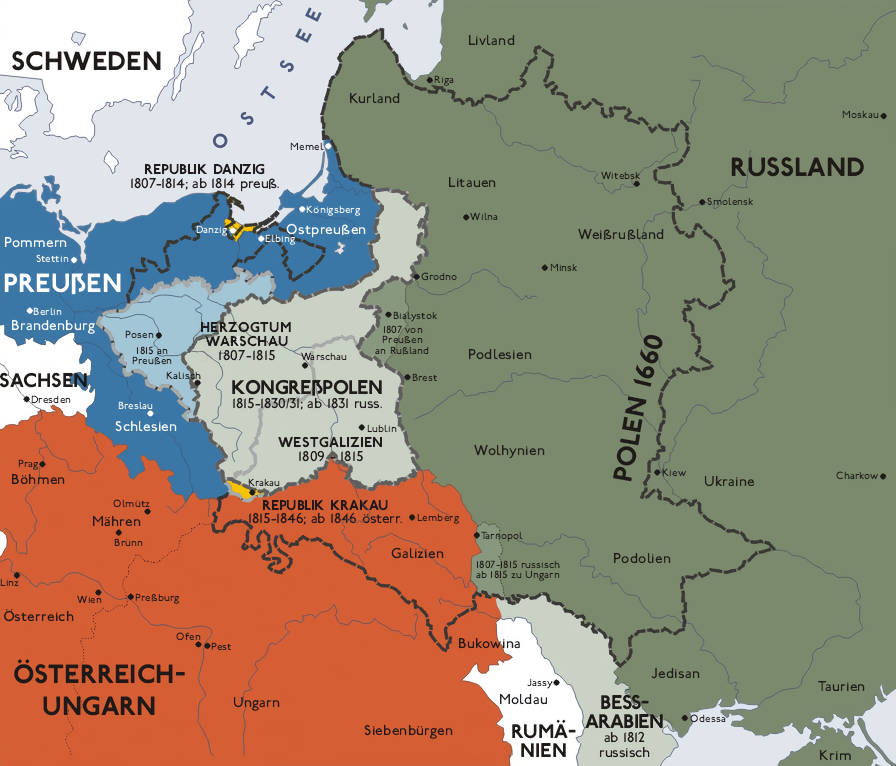
Царство Польське (зелений колір) та польські землі в складі Пруссії (синій колір)

Альвенслебенська конвенція (нім. Alvenslebensche Konvention) — військова конвенція між Російською імперією та Королівством Пруссія щодо спільного придушення польського Січневого повстання 1863-1864 років. Свою назву отримала від представника Пруссії генерала Густава фон Альвенслебена.  
Прусський король Вільгельм I та міністр-президент Пруссії Отто фон Бісмарк були стурбовані масштабним повстанням, яке в січні 1863 року спалахнуло у підконтрольній Російській імперії частині Польщі і тому побоювалися, що повстання може перекинутися і на польські території які перебували під владою Пруссії. Прусське керівництво відправило для укладення спільної з Росією антипольської військової конвенції генерал-ад'ютанта Вільгельма I Густава фон Альвенслебена. 8 лютого 1863 року у Санкт-Петербурзі Альвенслебен підписав конвенцію разом з російським віцеканцлером О. М. Горчаковим. 
Альвенслебенська конвенція дозволяла прусським і російським військовим під час придушення польського повстання державні кордони Пруссії та Росії у випадку відповідного дозволу. Однак, через тиск Великої Британії та Франції Альвенслебенська конвенція незабаром була припинена. Конвенція стала першою зовнішньополітичною перемогою Бісмарка і забезпечила нейтралітет Росії під час Другої Шлезвізької, австро-прусської та французько-прусської воєн. 